# Marble
Marble je odprtokodni geografski program za namizje KDE, ki deluje kot namizni globus. 
Marble je zelo fleksibilen; poleg tega, da deluje na več platformah, so lahko njegove komponente vključene v druge aplikacije. Njegove sistemske zahteve niso velike; načrtovan je tako, da ga lahko brez težav uporabljamo tudi brez strojnega grafičnega pospešavanja, kljub temu pa se lahko preprosto vključi način OpenGL. 
Aplikacija se (v nasprotju z drugimi, npr. Google Earthom) zažene hitro in v brezpovezavnem načinu uporablja najmanjšo možno količino podatkov (5-10 MB) za izris zemljevidov, ki so kljub temu uporabni. Nedavno je bila dodana podpora za prikaz zemljevidov iz spletnih projektov, kot je na primer OpenStreetMap.
Marble podpira tudi zapis kml.